# Charles Dance
Walter Charles Dance (Redditch, Worcestershire, 10 oktober 1946) is een Engelse acteur, regisseur en scenarioschrijver. Hij speelt voornamelijk assertieve bureaucraten en schurken.

## Biografie

### Vroege jaren
Dance werd geboren in Redditch, Worcestershire als de zoon van Eleanor Perks, een kokkin en Walter Dance, een ingenieur. Zijn vader stierf toen hij vier jaar oud was. Dance verhuisde daarna met zijn familie naar Plymouth, Devon. Hij studeerde grafische vormgeving in Plymouth College of Art and Design, maar hij besloot om acteur te worden.

### Carrière
Dance was lid van de Royal Shakespeare Company in de jaren 70' en werkte in Londen en Stratford-upon-Avon. Hij regisseerde de film Ladies in Lavender waarin Judi Dench en Maggie Smith speelden. Tevens speelde hij de rol van Erik (ofwel The Phantom) in de in 1990 uitgebrachte versie van The Phantom of the Opera.

## Privéleven
Van 1970 tot februari 2004 is hij getrouwd geweest met artiest Joanna Haythorn. Ze hebben twee kinderen, zoon Oliver (1975) en een dochter Rebecca (1980). Na zijn huwelijk had hij een relatie met de 34 jaar jongere actrice Sophia Myles, die hij ontmoette tijdens het maken van de film The Life and Adventures of Nicholas Nickleby waarin zij zijn nichtje Kate Nickleby speelde. Beiden hebben echter nooit over hun relatie gereageerd tegen de pers en media. Anno 2019 woont hij in Londen, Engeland.